# Große Synagoge (Tiflis)

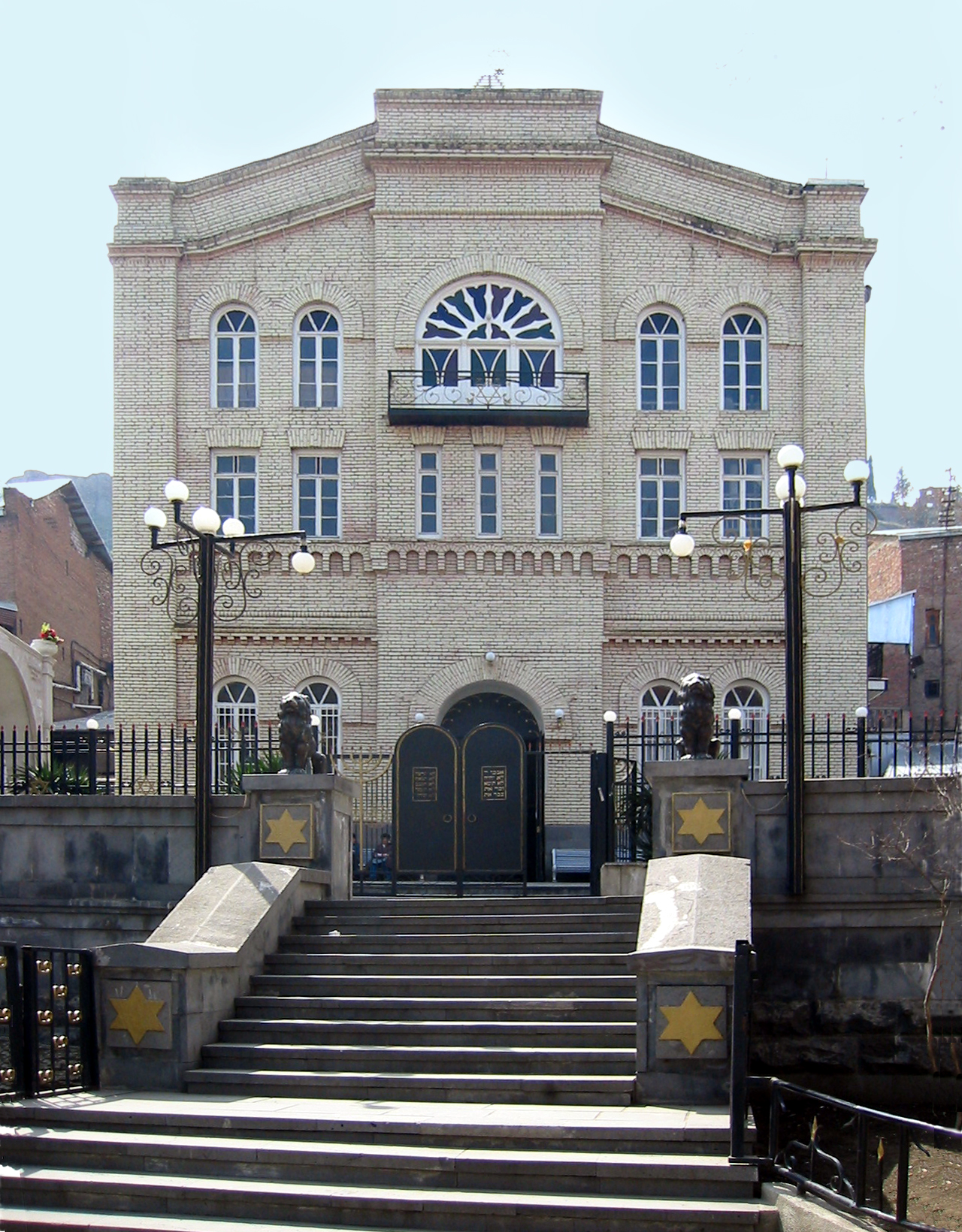
Große Synagoge in Tiflis

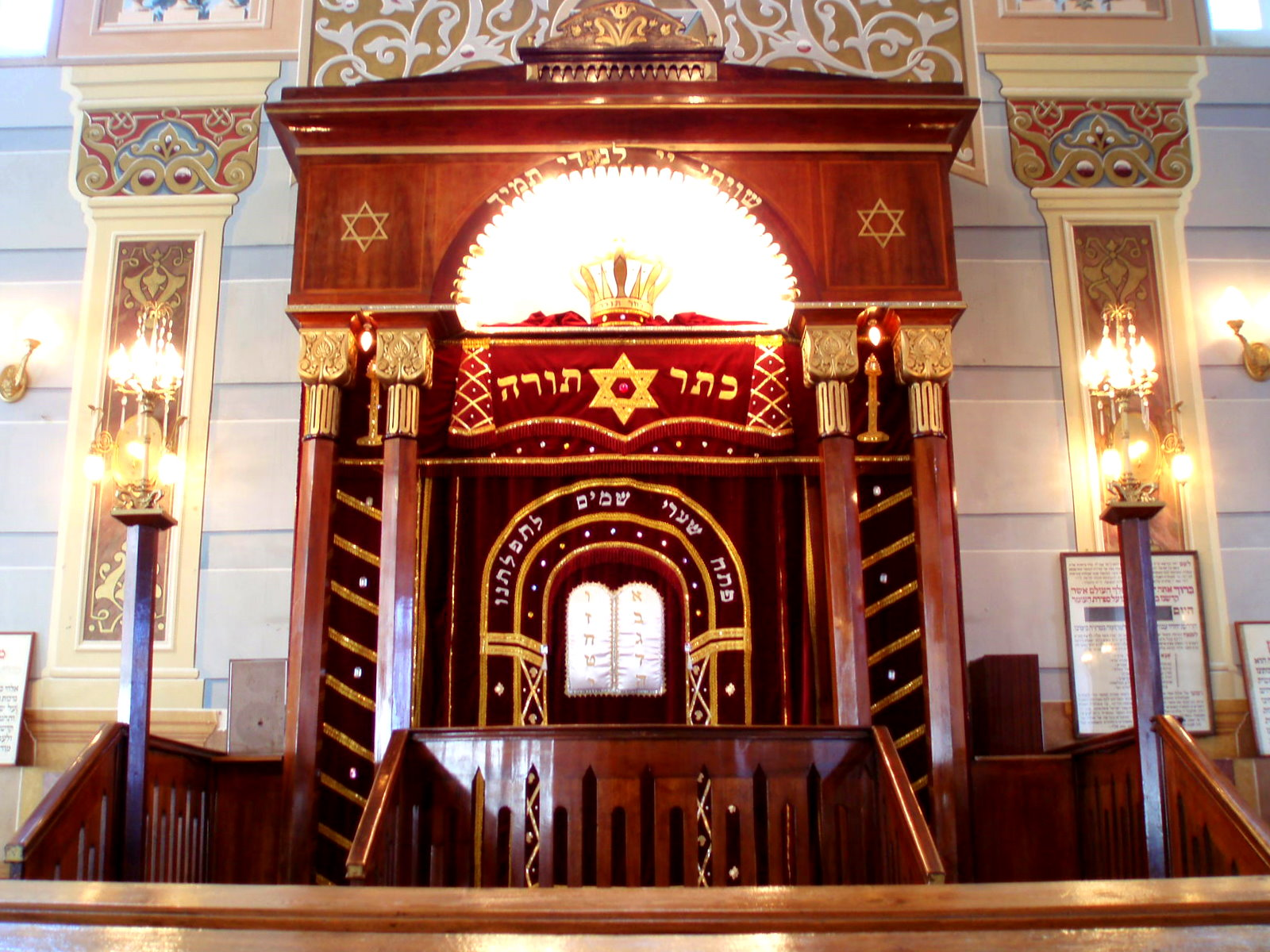
Toraschrein

Die Große Synagoge in Tiflis, der Hauptstadt Georgiens, wurde von 1913 bis 1915 für die georgischen Juden in Tiflis errichtet. Sie befindet sich in der Leselidze-Straße 45–47 und ist ein geschütztes Kulturdenkmal. Die zugehörige jüdische Gemeinde stammt ursprünglich aus Achalziche. Die seit dem 19. Jahrhundert aus Osteuropa nach Tiflis gezogenen Aschkenasim haben eigene Synagogen. 
Die Synagoge im Stil des Eklektizismus ist circa 25 Meter lang und 15 Meter breit. Sie wird von einer Kuppel überragt.
Das Gebäude wurde in den 2000er Jahren mit Hilfe des World Monuments Fund renoviert.